# 週刊こどもニュース
『週刊こどもニュース』（しゅうかんこどもニュース）は、NHK総合テレビジョンにて1994年4月10日から2010年12月19日まで放送された、1週間に起こったニュースを子供たちに分かりやすく伝えるニュース番組。

## 概要
本番組は、ニュースや社会問題をお父さん・お母さん・3人の子供の5人家族の設定の中で、子供にも理解できるような分かりやすい言葉を使って報道・解説する。放送されるニュースは「世の中まとめて一週間」のコーナーで日めくり方式で要約したストレートニュースをマスコットキャラクターのナレーションで流し（NHK週刊ニュース、サンデーモーニング等週末の報道番組と同じ）、その後のコーナーで感心の高かったり質問投稿が寄せられたニュースについて「お父さん」がスタジオで家族（出演者）を交えて詳しく解説するものであった。NHKでは放送当初珍しかった色付き（主に青色）のルビ付きの装飾された字幕で、マスコットキャラクターの描画や「世の中―」で出される概要図などはウゴウゴ・ルーガに似た2DCGアニメーションを使っていた。
放送前に子供役の出演者たちに分かってもらえるまで推敲をし、様々な出来事については、模型や図表・国家の金融政策を一般的な家庭の家計簿などに置き換えるなどわかりやすい解説を行う。
番組の編集長でもある「お父さん」が主に解説を担当する。初代は平日夕方の『イブニングネットワーク』（首都圏パート含む）から異動した池上彰（元NHK記者主幹）が開始以来11年間担当していたが、2005年4月からはNHK記者で解説委員の鎌田靖が4年間、2009年4月からは同じくNHK記者で解説委員の岩本裕が担当。他の家族は原則約3年ごとに入れ替わっていた。開始当初から2007年度まで長男役は13歳 - 15歳の中学生と成年寄りに位置する年齢層を充てており、解説コーナーなどでリードする立場にいたが、2008年度からは12歳 - 13歳（小学6年 - 中学1年）に引き下げられた。
番組の初代タイトルロゴはきんさんぎんさんの直筆によるもので、両者が死去した後も2004年度まで長らく使われ続けた。2005年度から2009年度までは2代目のタイトルロゴに変わり、こちらは松井秀喜が手掛けた。更に番組末期である2010年度ではポップな3代目のタイトルロゴに変更された。

### 番組が与えた影響と類似番組
番組の企画者は池上自身である。
「今のニュースは難しく、子供が理解しづらい」と企画し上司に提案したところ、「言い出しっぺのおまえ自らやりなさい」といわれ、企画者自ら初代お父さん役に就任した。
池上曰く「各民放の報道関係者も見ている番組」「平易な言葉で時事問題を取り上げるので、日本語を学ぶ外国人がよく見ている番組」であるとのこと。実際番組で使用した解説用フリップのデザインが、翌週月曜日の『ニュースステーション』（テレビ朝日系列）でそのまま模倣されたと語った（池上が講演で語ったもの）。一方、時事問題を模型などで平易に説明する手法は『ニュースステーション』が先駆者である。後年久米宏と池上の対談の中では、お互いに「『こどもニュース』を見ろ」「『ニュースステーション』を見ろ」とスタッフに指示していたことが明かされた。
子供を対象としたNHKの報道・情報番組としては1970年代に放送された『こどもニュース』→『600 こちら情報部』（時間帯としては現在の平日18時台地域ニュースワイド番組枠の前半の時間帯に相当）があるが、『こどもニュース』は主に全国各地の小学生の生活に関するエピソードや年中行事などを扱ったストレートニュース形式、『こちら情報部』は子供向けのトレンドを扱う情報バラエティであり、いわゆる一般的な時事問題を扱う子供向け番組というスタイルはこの番組が初めてである。
なお、民放では北陸朝日放送発の全国ネット番組である「KID'S NEWS」が1990年代から2009年まで存在していたが、こちらも情報バラエティ系統の内容であった。

### 番組の終焉
2010年4月の最末期に時間帯を日曜朝に移動し、11月にNHKは12月19日の放送を以って番組を終了する旨を発表した。4月起点の番組で且つ同年度に家族役キャストを一新していたため、年度途中での終了は打ち切りを示唆した内容だった。12月19日に通常通りの時間枠での放送を以て番組終了し、17年間の放送に終止符を打った。
NHKの定例会見で打ち切りの理由として、番組の趣旨が「子供を対象としたニュース番組」であるにもかかわらず、実際の視聴者層は50歳以上の者（マーケティング用語で言うM3層・F3層）が多くを占めていたことを挙げた（このため「老人ニュース」と揶揄されることもあった）。後継番組として子供から高齢者まで幅広い層をターゲットとしたファミリー向けニュース解説番組『ニュース深読み』を2011年1月より開始させることも併せて発表した。

## 放送時間
| 年度            | 放送時間                                | 備考                                                                  |
| --------------- | --------------------------------------- | --------------------------------------------------------------------- |
| 1994 - 1998     | 毎週日曜 8:30 - 8:55 のち8:57までに延長 |                                                                       |
| 1999（4月 - ）  | 毎週日曜 10:30 - 11:00                  | 『課外授業 ようこそ先輩』とセットで「日曜ファミリータイム」として放送 |
| 1999（10月 - ） | 毎週日曜 10:05 - 10:35                  | 『課外授業 ようこそ先輩』とセットで「日曜ファミリータイム」として放送 |
| 2000 - 2009     | 毎週土曜 18:10 - 18:42                  |                                                                       |
| 2010            | 毎週日曜 8:05 - 8:35                    | 関西地区のみ 8:30 - 9:00                                              |

特例
- 関西地区（大阪・京都・神戸・大津・奈良・和歌山の6局）では、従前から関西地域向けの経済情報番組『ビジネス新伝説 ルソンの壺』を日曜7:45 - 8:10枠で放送しているため、2010年度は時差放送になった（この場合でもリアルタイム字幕放送には対応している）。そのため、番宣では「毎週日曜あさ放送」という開始時間を伏せた形で放送時間が表記されていた。
- 国内と同時放送されるNHKワールド・プレミアムではノンスクランブルで視聴可能（2010年4月より）。以前はNHKワールドTVでも放送されていたが、英語放送強化による番組改編で2008年3月29日放送分を最後に打ち切りとなった。
- 大晦日には、その年に起こった出来事を振り返るスペシャル版「世の中まとめて1年間」が放送された。大晦日の放送であることを生かし、当日夜放送の『NHK紅白歌合戦』のリハーサル中の出演者が登場することもあった。なお、番組打ち切りとなる2010年については12月19日のレギュラー最終回で収録放送した。
  - なお、この番組の大晦日スペシャル中止に伴う事実上の代わりとして、「2代目お父さん」役の鎌田が司会を務める報道ドキュメンタリー『追跡!AtoZ』の年末特別番組「真相ファイル2010」が12月30日17:30から18:50に生放送された。

### 特別番組等に対する対応
- プロ野球中継がある場合は番組は休止で、仮に野球が雨天中止の場合でもレギュラー復帰とはならず、全く別の番組が放送される。ただし、例外としてストライキによる開催中止でプロ野球中継が無くなった2004年9月18日は急遽レギュラー復帰となった。
  - 2008年10月18日放送分はNHKワールド・プレミアムのみ、NHKプロ野球セ・リーグクライマックスシリーズ 第1ステージ 第1戦「阪神」対「中日」（京セラドーム大阪）の中継（BS hi同時）のため放送休止。2008年11月1日、11月8日放送分もNHKワールド・プレミアムのみ、NHKプロ野球日本シリーズ第1戦（11月1日）、第6戦（11月8日）「巨人」対「西武」（東京ドーム）の中継（BS hi同時）のため放送休止となっている。いずれも時差放送は行われない。
  - 2004年10月23日放送分は放送直前に発生した新潟県中越地震関連のニュースのため急遽休止、その後も新潟県ではしばらく『新潟発ふれっしゅ便』を週末も放送する体制が取られたためネット返上となった。2005年8月20日放送分は北海道地方のみ高校野球関連番組放送のため休止した（共にNHKワールドTVを直接受信すれば視聴できた）。
- 2008年6月7日放送分は通常のスタジオでなく、「SAVE THE FUTURE」の特集番組枠として「みんなの広場ふれあいホール」からの公開放送だった。通常の鎌田家の出演に加え、NHKアナウンサーの松本和也も観客のインタビュアーとして番組に出演。
- 2008年10月25日放送分は麻生太郎内閣総理大臣の記者会見の中継（北京から）を放送（18:30 - 18:55）するため18:30までの時間短縮放送となった（総合テレビ、BS1、ラジオ第1、NHKワールド（プレミアム、ラジオ日本）同時放送。NHKワールド・プレミアムでの総理記者会見の中継はノンスクランブル放送を実施。中継終了後、次の『NHKニュース7』開始までの5分間はスクランブル放送となっていた）。
- 2008年12月13日放送分は日中韓首脳共同会見放送のため番組は休止（この模様はNHKワールド・プレミアムではノンスクランブル放送を実施）。
- 2009年12月19日放送分は通常のスタジオでなく「SAVE THE FUTURE」スペシャルとして、同番組のスタジオからの生放送に。通常の岩本家の出演に加え、同番組キャスターの藤原紀香と松本和也も番組に出演。ただし、お父さんの岩本はCOP15会議取材のためコペンハーゲンからの生中継出演だった。
- 2010年6月6日放送分は「2010 FIFAワールドカップ特集」を中心に放送枠を25分拡大し8:05 - 9:00の放送となった。
  - 関西地区では以下の編成により10:35 - 11:30の時差放送に変更された。
    - 7:45 - 8:30 ビジネス新伝説 ルソンの壷スペシャル
    - 8:30 - 8:50 新・三銃士
    - 8:50 - 9:00 番宣/アニメ「メジャー〜吾郎夢の舞台へ〜」

  - NHKワールド・プレミアムでは放送権上の制約によりFIFAワールドカップの映像が一切放送できないため、番組自体海外向けの放送が休止され、別番組として『カラフル!』スペシャル版（8:05 - 8:55）と『やまとの国宝』に差し替えとなった（ノンスクランブル放送も休止）。それ以降もFIFAワールドカップ期間中は11:30 - 12:00の時差放送に変更された（ノンスクランブル放送は通常通り実施）。
- 2010年8月8日は、高校野球の中継の編成が組まれている都合で関西地区のみ番組自体が休止され、代替放送も無かった。逆に翌週は『ルソンの壺』を休止し、全国ネットの時間に放送した。これは当日が第65回終戦記念日だったため、いつもより放送時間を拡大し9時まで関連する特集を放送したためである。なおこの日の高校野球は3試合のみ=9:30開始の予定であった。

## 主なコーナー
基本的に「世の中まとめて一週間」「今週の大ハテナ」「今週のキラリ」を放送し、その他のコーナーは不定期に放送する。
世の中まとめて一週間
直近一週間のニュースを分かりやすく伝える。
今週の大ハテナ
ニュースの中で分かりにくい言葉や話題を模型を使って解説。
なるほど! うなずキッズ
ある話題について出演者が現場に出向いて取材をする。
質問バンバン!
視聴者からの質問をなんでも受け付ける。たまに出演者が取材をしたりすべてこのコーナーを放送する場合もある。
今週のキラリ
一週間のニュースの中で、最も輝いた人を流行の曲にのせて紹介。
おたずねもうす
以前エベレストに登頂した三浦雄一郎。その際にどんな感想だったかを聞いた。

## 出演者

### 家族、ナビゲーター
| 期間                          | お父さん役                | お母さん役                      | 長の子役                    | 中の子役                          | 下の子役                    | ナビゲーター                                     |
| ----------------------------- | ------------------------- | ------------------------------- | --------------------------- | --------------------------------- | --------------------------- | ------------------------------------------------ |
| 1994年4月10日 - 1997年3月30日 | 池上彰 (いけがみ・あきら) | 柴田理恵 (しばた・りえ)         | 武藤啓太 (むとう・けいた)   | 村山真夏 (むらやま・まな)         | 石川茉侑 (いしかわ・まゆ)   | スクープくん （声：龍田直樹 (たつた・なおき)）   |
| 1997年4月6日 - 1999年3月28日  | 池上彰 (いけがみ・あきら) | 高泉淳子 (たかいずみ・あつこ)   | 山木香織 (やまき・かおり)   | 池田祐一朗 (いけだ・ゆういちろう) | 沼田久美子 (ぬまだ・くみこ) | スクープくん （声：龍田直樹 (たつた・なおき)）   |
| 1999年4月4日 - 2002年3月30日  | 池上彰 (いけがみ・あきら) | 林マヤ (はやし・まや)           | 大塚露那 (おおつか・つゆな) | 荒川優 (あらかわ・ゆう)           | 嘉部彩加 (かべ・あやか)     | スクープくん （声：龍田直樹 (たつた・なおき)）   |
| 2002年4月6日 - 2004年3月27日  | 池上彰 (いけがみ・あきら) | 林家きく姫 (はやしや・きくひめ) | 安藤響 (あんどう・ひびき)   | 柳英里紗 (やなぎ・えりさ)         | 大津綾香 (おおつ・あやか)   | スクープくん （声：龍田直樹 (たつた・なおき)）   |
| 2004年4月3日 - 2005年3月26日  | 池上彰 (いけがみ・あきら) | 林家きく姫 (はやしや・きくひめ) | 安藤響 (あんどう・ひびき)   | 大津綾香 (おおつ・あやか)         | 池田仁 (いけだ・まさし)     | スクープくん （声：龍田直樹 (たつた・なおき)）   |
| 2005年4月2日 - 2008年3月30日  | 鎌田靖 (かまだ・やすし)   | 中島奏 (なかじま・かなで)       | 佐野光河 (さの・こうか)     | 比嘉展玖 (ひが・ひらく)           | 大亀美桜 (おおかめ・みお)   | ピントくん （声：古川登志夫 (ふるかわ・としお)） |
| 2008年4月5日 - 2009年3月28日  | 鎌田靖 (かまだ・やすし)   | はしのえみ                      | 金子雄 (かねこ・ゆう)       | 奈良瞳 (なら・ひとみ)             | 渡辺魁士 (わたなべ・かいし) | ピントくん （声：古川登志夫 (ふるかわ・としお)） |
| 2009年4月4日 - 2010年3月27日  | 岩本裕 (いわもと・ひろし) | はしのえみ                      | 金子雄 (かねこ・ゆう)       | 奈良瞳 (なら・ひとみ)             | 渡辺魁士 (わたなべ・かいし) | ピントくん （声：古川登志夫 (ふるかわ・としお)） |
| 2010年4月4日 - 2010年12月19日 | 岩本裕 (いわもと・ひろし) | 光浦靖子 (みつうら・やすこ)     | 古田大虎 (ふるた・たいが)   | 萩原利久 (はぎわら・りく)         | 柳下花恋 (やぎした・かれん) | ピントくん （声：古川登志夫 (ふるかわ・としお)） |

### 近所の住人役
不在の年度もある。
- お天気おじさん：渡辺博栄（気象予報士、1999年度 - 2001年度、5:50・6時台・11:54の気象情報、『おはよう日本』(1999年度のみ)と兼務）
- 隣のお婆さん『マヤババ』：林マヤ（二役、1999年度 - 2001年度不定期、名前の由来は林の番組内での愛称『マヤママ』より）
- 近所のお兄さんたち：ハイキングウォーキング（松田洋昌・鈴木Q太郎、2010年度）

### 備考
- お父さん役の池上は元NHK記者主幹、鎌田・岩本はNHKの報道記者で当時解説委員だった。
- 大塚と荒川は同学年（1986年生まれ）であった。年長の2人の子役が同学年になったのはこの時のみ。誕生日は大塚の方が1か月早い（大塚は6月21日生まれ、荒川は7月21日生まれ）。
- 大津は2004年度は長女役に変更。
- スクープくんは鼻がカメラのズームレンズになっている豚のキャラクターである。制作当時、めったに使われない動物キャラクターということで創作された。豚であるため、イスラム系の話題では宗教上の配慮から登場しなかった。毎年最後の放送になると、パペットとしてスタジオに実写で登場していた。
- ピントくんはメガネザルがモチーフ。

## テーマ曲
- 1994年4月 - 1995年3月：GO-BANG'S
- 1995年4月 - 1997年3月：YOYOYO「GIRL A GO! GO!」
- 1997年4月 - 1998年3月：篠原ともえ
- 1998年4月 - 1999年3月：泉川そら「『おはよー』がとびでたら」
- 1999年4月 - 2005年：天童よしみ「いただきます」[12]
- 2005年4月 - 2008年3月：宮川彬良「アナロジー」
- 2008年4月 - ：CRAZY KEN BAND[13]

## これが「週刊こどもニュース」だ!
2000年9月20日に集英社より刊行された池上の著書である。この中で池上は『週刊こどもニュース』を製作する中で起こった苦労話や裏話などを綴った。その例として以下のようなものが挙げられる。
- 金融について解説する際出演者の子供たちが理解できていない様子を見て「融通が利かない」と言ってしまった。
- 総会屋について解説する際「社長さんは今もおねしょをしている」という内容のコントを作ったが、放送後抗議の電話が殺到した。
- 浅野史郎がカラ出張について説明したときの話（浅野史郎を参照）。

他にもスクープ君誕生の逸話や農家への訪問に関する裏話などを綴った。

## 備考
- 時期によっては放送されていた「今週のわからん」コーナーのオープニングはアーケードゲームの「コズモギャング・ザ・ビデオ」のコンティニュー画面のBGMが使われていた。確かにギブアップという点では共通している。なお同ゲームのエンディングも番組のBGMに使われた回が存在する。
- NHKが2006年に公開した「ジャンル別番組制作費」によると、同番組の制作費は1本710万円とのことである。
- 日本PTA全国協議会主催で実施された2006年度「子供とメディアに関する意識調査」において、「親が子どもに見せたい番組」第7位にランク付けされた。
- 2009年4月4日放送分よりリアルタイム字幕放送を開始した。地上アナログ放送では他のNHKニュース各番組と同様、2010年7月4日までではレターボックス放送はしておらず、16:9画像を4:3コンバートして放送していた。同7月11日以後はレターボックス16:9となった。
- 2010年度改編で、開始以来続けられてきた生放送が打ち切られ、収録による放送（基本的には撮って出し）に変更。地域によって放送時間が異なることとなった。

### 名古屋の対応
エリア内（主に豊田市と豊橋市周辺）在住の日系ブラジル人に対する放送での支援を強化している名古屋局では、生という性質上放送は他の地域と同じく通常のスタイルをとっているものの、放送後に専門のスタッフが特集企画のポイントを翻訳し、同局のポルトガル語ホームページで公開していた。これは、番組内容がこどもにニュースを分かりやすく説明するということから、日本語が十分にできない日系ブラジル人にも役立つと判断してのものである。2か国語放送が行われないにもかかわらず、名古屋局ポルトガル語ページの番組情報に「KODOMO News Weekly」として列挙されていた。

## 脚註
1. ↑  “週刊こどもニュース　＜新＞”. NHKクロニクル. 2025年2月28日閲覧。
2. ↑  “週刊こどもニュース　＜終＞ 「最終回・世の中まとめて一年間」”. NHKクロニクル. 2025年2月28日閲覧。
3. 1 2 3 4 5 6  「『週刊こどもニュース』を学校でも / 池上彰 ; 中村哲志 ; 西吾嬬小学校 ; 富士小学校」『放送教育』第49巻第6号、日本放送教育協会、1994年9月1日、26 - 27頁、NDLJP:2341154/14。
4. ↑  日本放送協会放送文化研究所 放送情報調査部 編『NHK年鑑'95』日本放送出版協会、1995年10月11日、192頁。
5. ↑  「四季散策 「こどもにニュースを伝える」 / 池上彰」『教育じほう』第579号、東京都新教育研究会、1996年4月10日、6 - 10頁、NDLJP:6042370/5。
6. 1 2 3 4 5 6 7  「『週刊こどもニュース』」『放送教育』第51巻第4号、日本放送教育協会、1996年7月1日、20 - 21頁、NDLJP:2340881/11。
7. 1 2  高齢者ばかり視聴「こどもニュース」終了へ（サンケイスポーツ、2010年11月17日） - ウェイバックマシン（2010年11月20日アーカイブ分）
8. 1 2  “NHK「週刊こどもニュース」打ち切り”. 日刊スポーツ. (2010年11月17日) 2016年10月6日閲覧。
9. ↑  “こどもニュースから老人ニュースへ!?”. 日刊スポーツ. (2010年11月17日) 2016年10月6日閲覧。
10. ↑  2010年11月NHK放送総局長定例会見より。
11. ↑  柴田理恵 - NHK人物録
12. ↑  いただきます 天童よしみ 公式サイト
13. ↑  CKBがNHK「週刊こどもニュース」の新テーマを担当 - 音楽ナタリー 2008年3月25日
14. ↑  “アーカイブされたコピー”. 2011年7月19日時点のオリジナルよりアーカイブ。2010年11月17日閲覧。